# 長野県東御清翔高等学校
長野県東御清翔高等学校（ながのけん とうみせいしょうこうとうがっこう）は、長野県東御市に所在する公立の高等学校。

## 設置学科
- 普通科

## 概要
- 文化祭は地名にちなみ「舞台が丘祭」と称する。

- 校名を「東部高等学校」から、「東御清翔高等学校」へ変更し、現在では午前部（1時限目から6時限目まで授業を受ける）と午後部（基本的には5時限目から8時限目まで授業を受ける）で構成された、多部制の単位制高校である。

- 平成30年度より、LD等通級指導教室が設置されている[1]。

## 沿革
- 1923年04月16日 - 組合立小県郡東部実科中等学校として開校。
- 1940年03月30日 - 長野県小県農学校に改称。
- 1947年04月01日 - 学制改革第1段階実施（6・3制）。長野県小県農学校併設中学校設立。
- 1948年04月01日 - 学制改革第2段階実施（6・3・3・4制）。長野県小県農業高等学校と改称。
- 1949年04月01日 - 長野県に移管。普通科を設置。
- 1949年09月28日 - 長野県小県東部高等学校に改称。
- 1950年03月31日 - 長野県小県農学校併設中学校廃止。高等学校のみとなる。県立移管完了。
- 1959年04月01日 - 農業科募集停止。
- 1961年03月31日 - 農業科廃止。普通科のみとなる。
- 1984年04月01日 - 長野県東部高等学校に改称。
- 2003年04月01日 - コース制（進学、情報、福祉、環境緑化、スポーツ）を導入。
- 2007年04月01日 - 長野県東御清翔高等学校に改称。
- 2011年04月01日 - 多部制単位制に転換。

## 教育目標
- 誠実にして勤勉、謙虚にして明朗、平和を愛し、国家・社会のため貢献する人物の育成に努める。

## 出身者
- 岩下守道 - プロ野球選手
- 林マヤ - 上田市出身のファッションモデル・タレント・歌手

## 校章
- 縦書きで東高

## 校歌
- 作詞：正木不如丘 作曲：下総皖一

## 最寄駅
- しなの鉄道しなの鉄道線：田中駅